# Terry Mills
Terry Richard Mills (Romulus, Míchigan, 21 de diciembre de 1967) es un exjugador profesional de baloncesto de la NBA. Su posición era de ala-pívot.  

## Trayectoria deportiva

### Universidad
Mills acudió a la Universidad de Míchigan, a la cual ayudó a ganar el campeonato de 1989 de la National Collegiate Athletic Association (NCAA). En 3 temporadas promedió 13,8 puntos y 6,7 rebotes por partido con los Wolverines.

### Profesional
Mills fue elegido en el draft de la NBA de 1990 por los Denver Nuggets. Terry también jugó para los New Jersey Nets, Detroit Pistons, Miami Heat e Indiana Pacers. 
Mills fue entrenador durante la temporada 2005-06 de la Liga Internacional de Basketball Macomb County Mustangs de Center Line, Míchigan.

## Vida personal
A pesar de jugar como Ala-Pívot (Power Forward), Mills se hizo famoso por sus tiros de 3 puntos. El legendario comentarista y anunciador de los Pistons George Blaha lo apodó "Sugar", por su "dulce" estilo de lanzamiento.
Es primo del exjugador de la NBA Grant Long y sobrino de John Long, también exjugador de la NBA.